# مقاطعة تشيركاسي
مقاطعة تشيركاسي أو جِركاسي أو شِركاسة هي إحدى مقاطعات أوكرانيا الـ 24 وتبلغ مساحتها 20.900 كيلومتر مربع وهي المقاطعة الـ 18 من حيث المساحة حيث تشغل ما يقارب 3.5 ٪ من مساحة البلاد. يقسمها نهر دنيبر إلى جزئين غير متساويين شرقي وغربي والجزء الغربي هو الأكبر

## تاريخها
ُأنشئت مقاطعة جِركاسي باعتبارها جزءاً من جمهورية أوكرانيا الاشتراكية السوفياتية في 7 يناير 1954.

## تقسيمها الإداري
تنقسم مقاطعة جِركاسي من الناحية الإدارية إلى 20 raions (منطقة)، فضلا عن المدن 6 (البلديات) التي هي تابعة مباشرة لسلطة حكومة المحافظة: Vatutine، Zolotonosha، Kaniv، Smila والمركز الإداري للمحافظة، جِركاسي. وهناك ما مجموعه 25 مدينة و 34 بلدة و 838 قرية.

## الأعياد والعطل الرسمية
- عيد الاستقلال 24 أغسطس.
- يوم الثاني والعشرين من يناير وهذا تقليد يحتفل به سنوياً منذ عام (1918).
- 8 مارس عيد المرأة.
- 9 مايو التاسع من مايو عيد التحرير من الألمان.

بالإضافة إلى العطل الدينية وعطلة رأس السنة.